# Matteo Nigetti

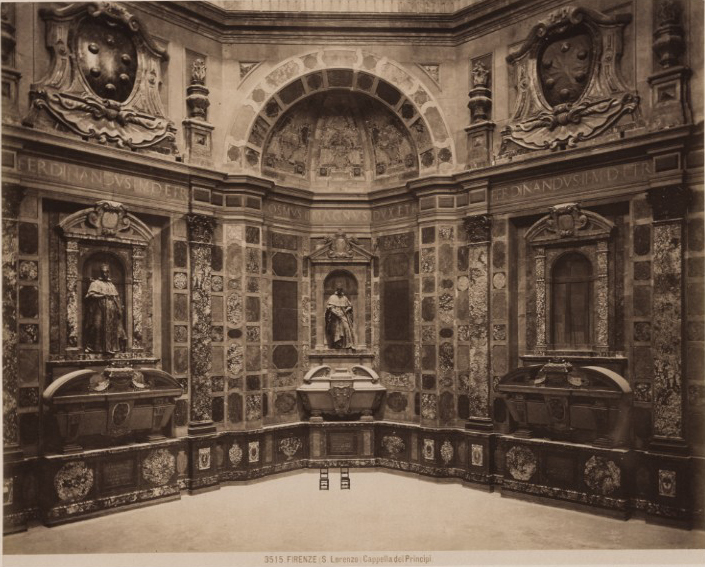
Interno della Cappella dei Principi

Matteo Nigetti (Firenze, 1560-70 circa – 1648) è stato un architetto e scultore italiano.

## Biografia
Allievo e assistente di Bernardo Buontalenti, lavorò con il maestro al lavoro incompiuto di Palazzo Nonfinito a Firenze (1593).
Affrancatosi dal maestro rimase nell'orbita degli architetti della corte granducale divenendo, per esempio, responsabile della fabbrica di quello che è ricordato come un grande capolavoro: la Cappella dei Principi in San Lorenzo, ovvero la cappella funeraria dei Medici.
Finanziato dal Granduca Ferdinando I e coadiuvato nel disegno dal fratello del granduca Don Giovanni de' Medici e da Alessandro Pieroni, passò più di quarant'anni della sua vita a completare quest'opera grandiosa, dal 1604 fino alla morte nel 1648.
Il Nigetti fu il supervisore e coordinatore generale dell'opera che coinvolse scultori, pittori, capomastri e mosaicisti che realizzarono il magnifico intarsio di pietre dure che copre l'intera superficie interna.
Si devono alla sua iniziativa l'innalzamento della struttura, con l'aggiunta di un tamburo e della cupola, oltre allo schema delle decorazioni schematizzate in rettangoli verticali e policromi e ricorda la Cappella del Soccorso del Buontalenti in Santo Spirito. Anche le finestre con le eclettiche cornici sono attribuite al suo disegno.
Ormai non più legato al manierismo, il Nigetti viene considerato tra i più importanti architetti barocchi a Firenze, che nella città del Rinascimento arrivò molto più tardi che altrove in Italia ed ebbe un carattere molto sobrio e smorzato.
Un'altra opera prestigiosa di grande impegno fu la costruzione della chiesa dei Santi Michele e Gaetano, sempre a Firenze. Sua era anche la facciata della chiesa di Ognissanti (ricostruita con il travertino nell'Ottocento), oltre al portico della Chiesa della Madonna della Tosse, l'Oratorio dei Vanchetoni, l'Oratorio dei Santi Jacopo e Filippo, eccetera.
Suo fratello Giovanni fu a sua volta architetto e collaborò con lui.